# Tjolöholms slott
Tjolöholms slott är ett slott i Fjärås socken i norra Halland i Kungsbacka kommun, beläget på en halvö i Kungsbackafjorden. Den nuvarande slottsbyggnaden är uppförd i engelskinspirerad tudorstil 1898–1904 för Blanche Dickson efter ritningar av Lars Israel Wahlman. Slottet förklarades som byggnadsminne enligt Kulturmiljölagen den 28 juni 1991. Slottet ägs och förvaltas idag av Stiftelsen Tjolöholm. Slottet finns sedan 2022 med på Europeiska filmakademiens lista över platser som varit betydelsefulla för filmhistorien.

## Historia

### Tidigare historia (före 1892)

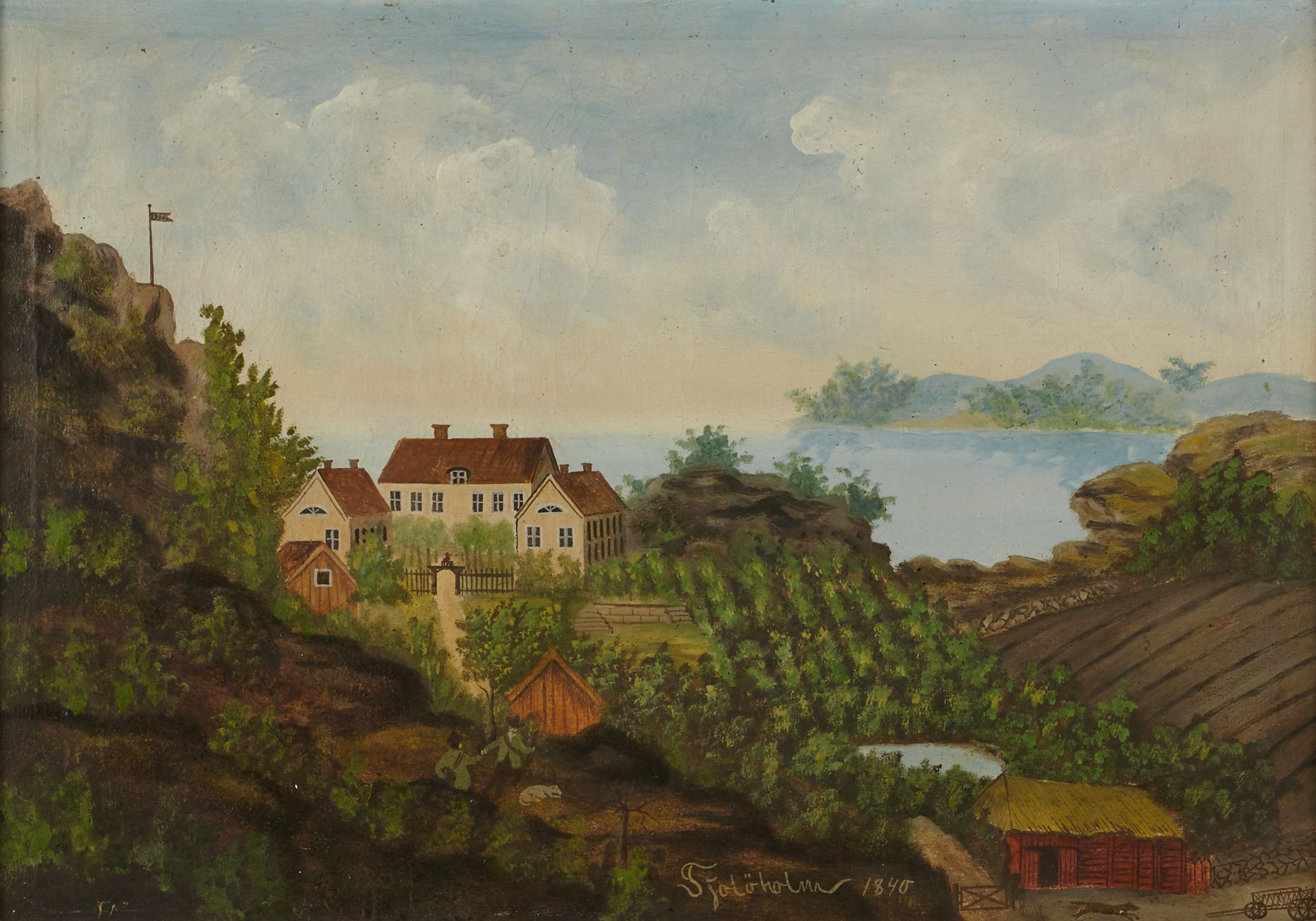
Tjolöholms slott år 1840, målning av Johanna Schultz.

Tjolöholm nämns 1231 under namnet Thiulfö och tillhörde då kung Valdemar Sejr i Danmark. Slottets första namn var antingen Tjole (Tiolle Sättegårdh 1646) eller Tjolö (Thiollö, Tiollö 1597). Tjole (eller Tjolö) kan komma av ett forndanskt *Thiola som troligtvis är släkt med fornvästnordiska þjó (de tjockaste delen av lår eller skinka). *Thiola syftar antagligen på den bergshöjd som slottet ligger på. 1659 kom Tjolöholm i svensk ägo, då fältmarskalk Carl Mauritz Lewenhaupt köpte det. Det såldes 1692 till Fabian Wrede. Genom gifte tillföll Tjolöholm släkten Sparre 1701. Det köptes 1751 av landshövding Hans Hummelhielm och 1774 av Göteborgsgrosshandlaren Anders Swalin. Det var fideikommiss i hans släkt till 1841, då engelsmannen Richard Dann köpte det. Hans arvingar sålde 1863 Tjolöholm till Werner Santesson, som 1867 lät bygga en slottslik herrgård i italiensk renässansimitation.

### I familjen Dickson/Bondes ägo (1892–1964)
Tjolöholm köptes 1892 av James Fredrik och Blanche Dickson. Ett nytt slott ritades i Tudor-stil av den då blott 27-årige arkitekten Lars Israel Wahlman i nära samarbete med byggherrarna. Byggnaden planerades i mångt och mycket av Blanche Dickson enligt bevarad korrespondens mellan henne och arkitekten, särskilt då James Fredrik Dickson avlidit kort efter byggstart. Paret var båda uppvuxna med i en släkt med skotska anor och hade bott i England i omgångar, varför stilvalet inte är förvånande. Slottsbygget påbörjades 1898 och slottet stod färdigt 1904. Slottsbygget var ett av de sista stora i Sverige. Graniten till fasaden är bruten i Graversfors i Östergötland och Vånevik i Småland. Den ursprungliga, mycket påkostade, inredningen från varuhuset Liberty i London är helt bevarad. Inredningen är ett av Sveriges bästa exempel på Arts and Crafts. Även Blanches syster, Florence Dickson, gift Quensel, byggde och inredde sin nya villa i Uppsala i engelsk stil. Tjolöholm förklarades som byggnadsminne 1991.
Blanche Dickson dog redan vid 53 års ålder 1906, och slottet ärvdes då av hennes dotter Blanche Bonde (1875–1960). Hon var 1896–1920 gift med hovstallmästaren greve Carl Bonde och bodde på Tjolöholm med sin familj fram till skilsmässan 1920. Efter detta bodde hon mestadels i Stockholm, men vistades på slottet om somrarna och i helger. Efter 1951 stod det dock obebott och ouppvärmt och förföll då alltmer.

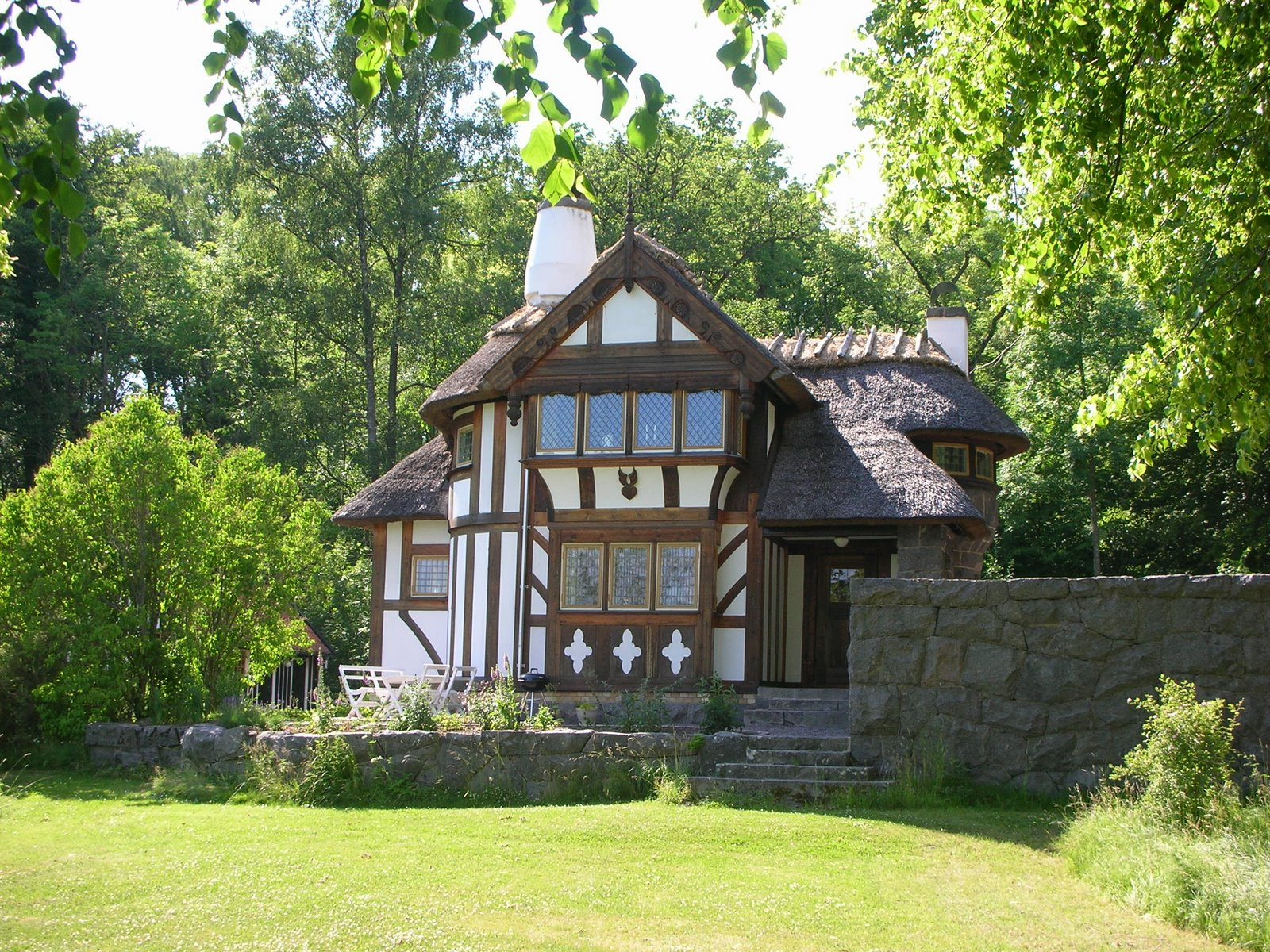
Grindstugan vid Tjolöholms slott.
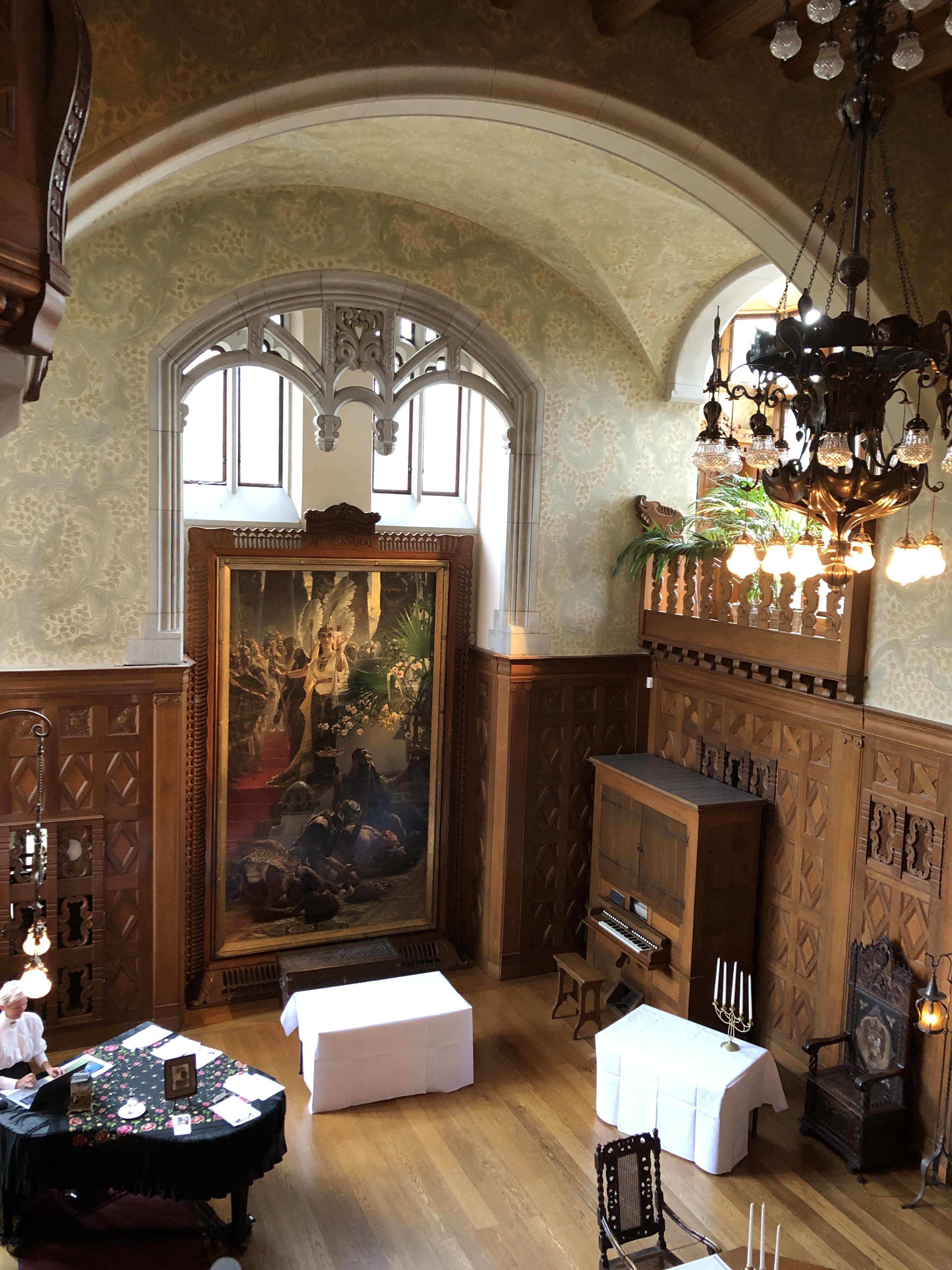
Stora Hallen på Tjolöholm, med målningen ”Drottningen av Saba” av Julius Kronberg.
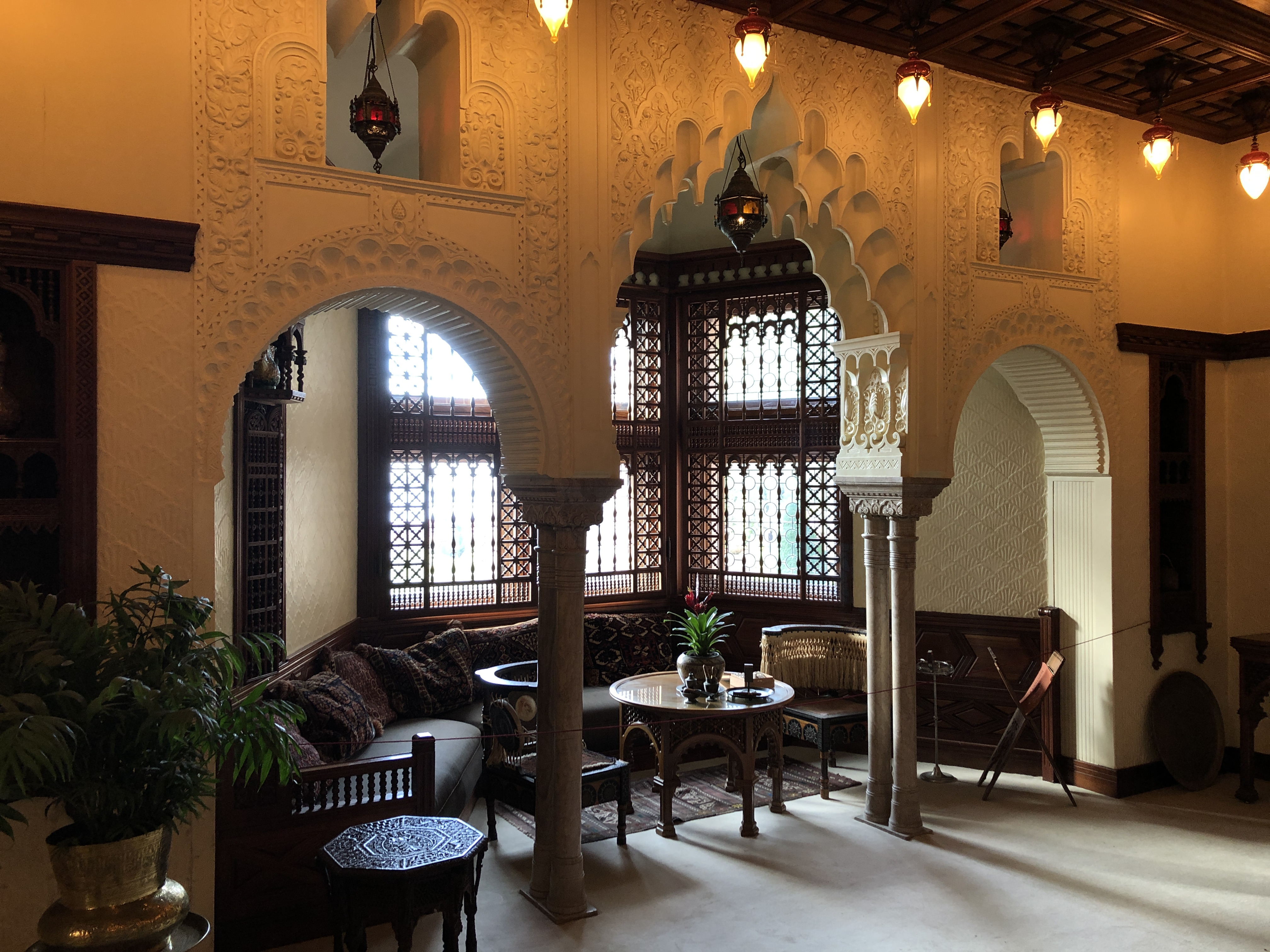
Rökrummet i morisk stil.

### Tjolöholm blir museum (1964–)

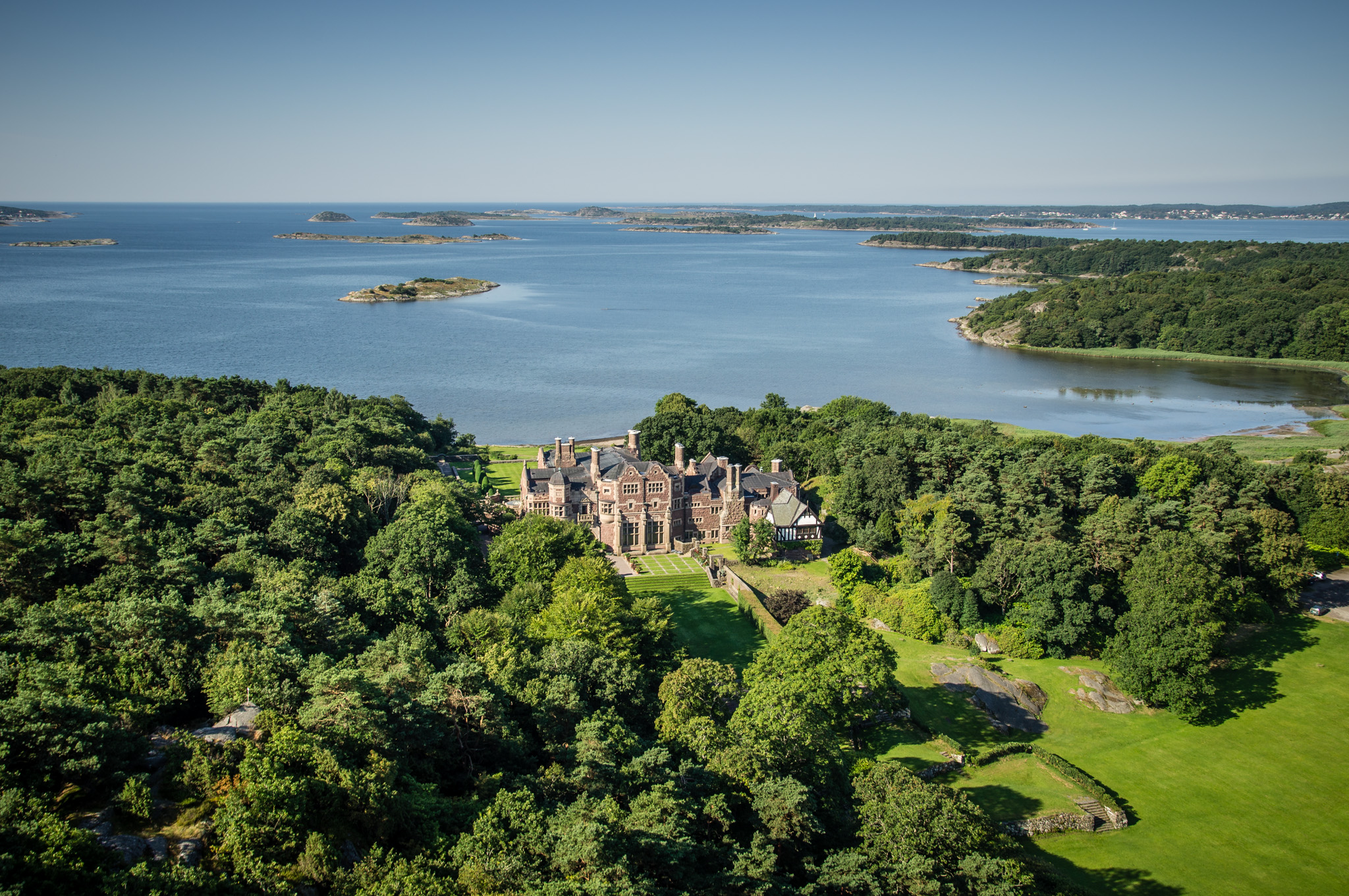
Tjolöholms slott med Kungsbackafjorden i bakgrunden.

Vid Blanche Bondes död 1960 gick egendomen Tjolöholm i arv till sonen Carl C:son Bonde. Området hotades då av British Petroleums planer på att anlägga ett oljeraffinaderi. Slottet och marken på 668 hektar köptes 1964 av Göteborgs stad för att användas som fritidsreservat. Köpeskillingen var 4,5 miljoner kronor. I samband med att staden övertog Tjolöholm auktionerades delar av lösöret ut. Åren 1968–1973 genomfördes upprustningar av egendomen och byggnaderna, och jordbruket arrenderades ut. Restaureringen leddes av konservator David Sundbaum. 1971 öppnades delar av slottet för besökare.
1987 köptes Tjolöholm av Stiftelsen Tjolöholm där Kungsbacka kommun (80 procent) och Västkuststiftelsen (20 procent) var stiftare för 10,5 miljoner kronor. Den 1 januari 1992 lämnade Västkuststiftelsen Stiftelsen Tjolöholm så Kungsbacka är enda kvarstående stiftare. Stiftelsens styrelse utses av kommunfullmäktige i Kungsbacka kommun. 1991 förklarades Tjolöholm som byggnadsminne av länsstyrelsen i Halland.
Slottet är öppet för visning för allmänheten, och till egendomen kommer cirka 200 000 besökare per år.

## Slottsträdgård
Utformningen av slottsträdgården och slottsparken vid Tjolöholms Slott gjordes av arkitekt Lars Israel Wahlman. Han ensam har stått för i stort sett hela gestaltningen – till synes helt utan ekonomiska begränsningar.

Slottet är beläget vid havet, i en sänka omgiven av skyddande bergspartier. Upplevelsen av slottsträdgården förändras både under dygnets timmar och med årstidens växlingar. Närmast slottet är trädgården stram och tuktad för att sedan gradvis anpassa sig till det omgivande landskapet.

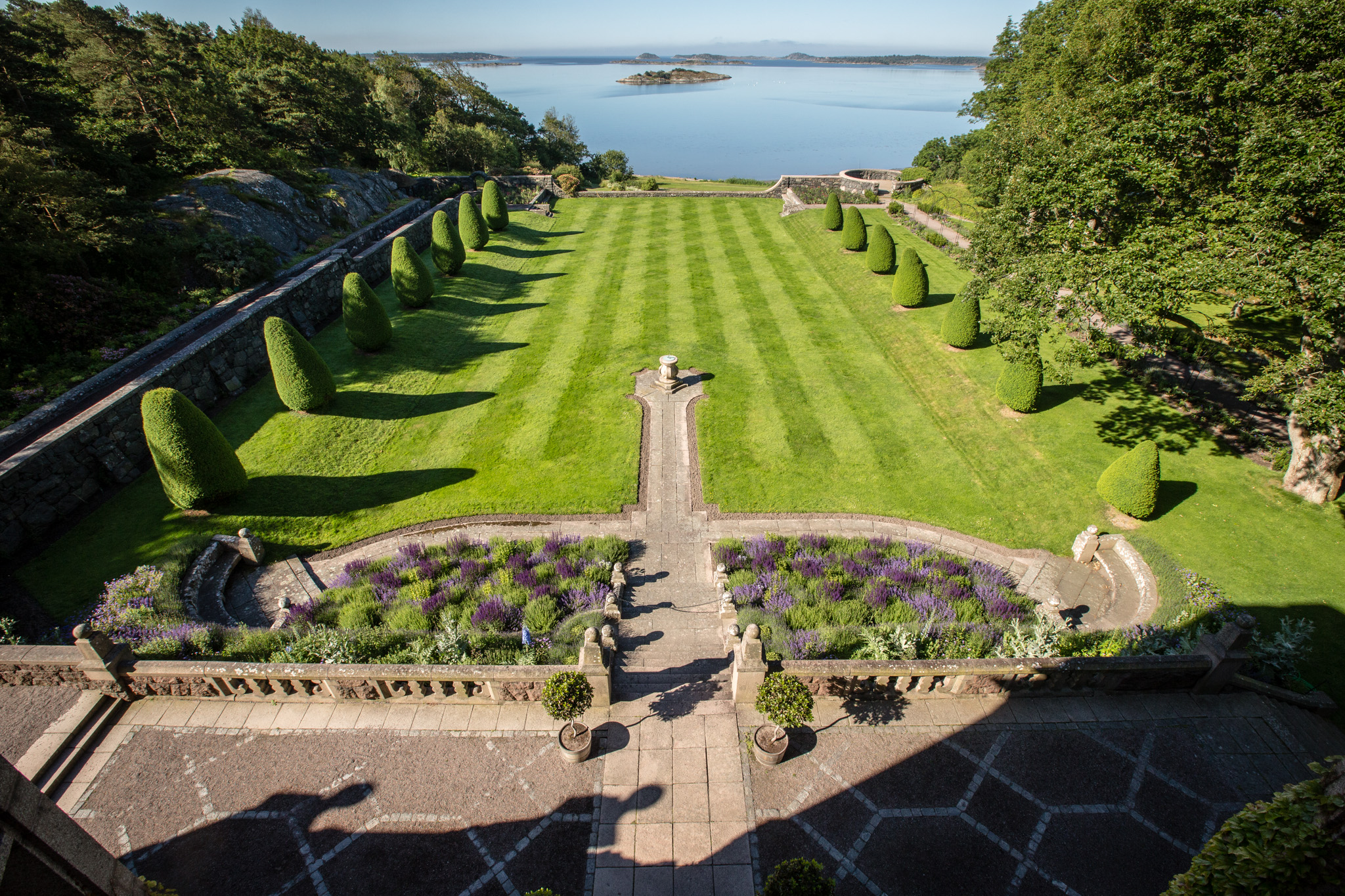
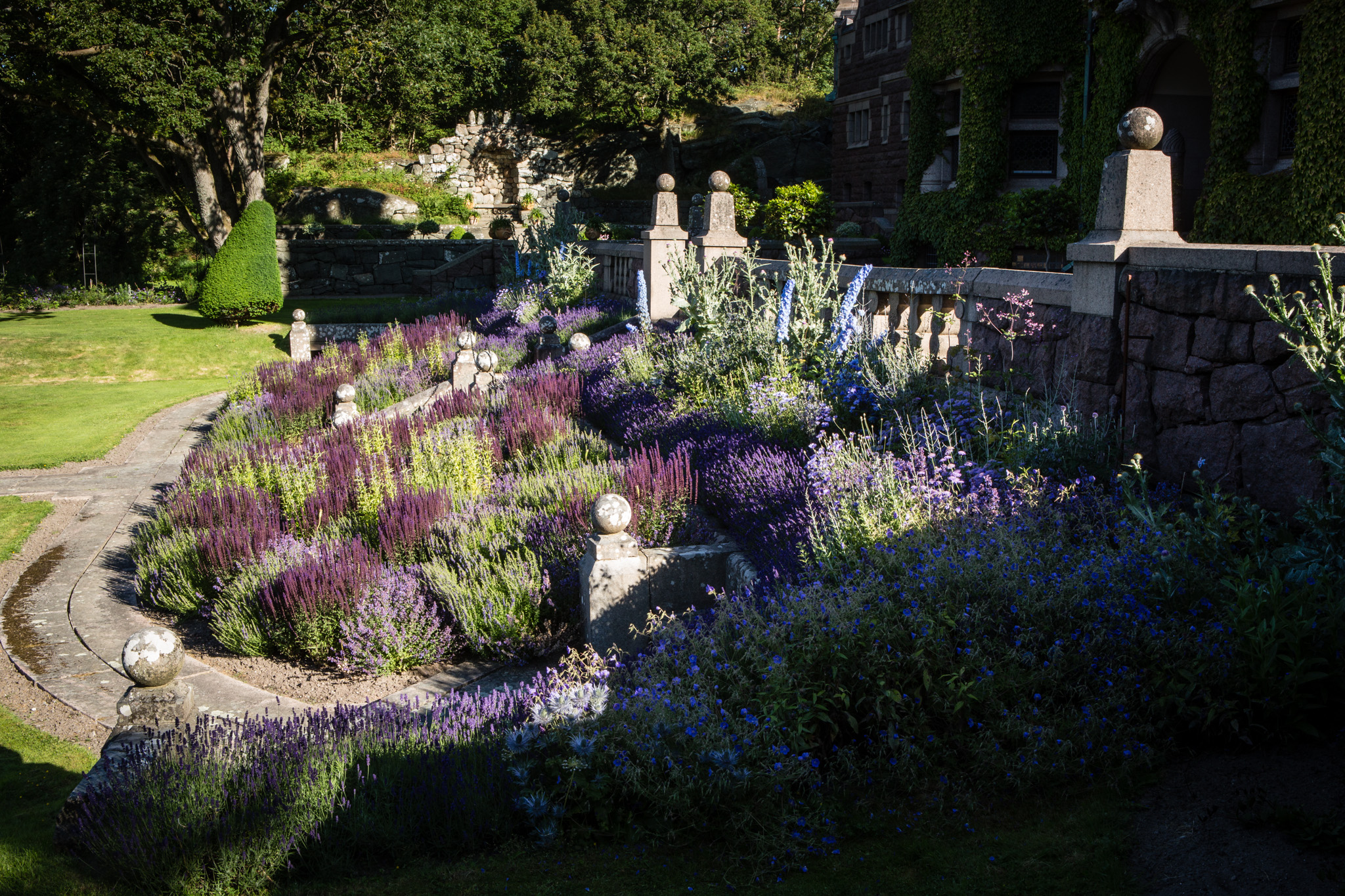
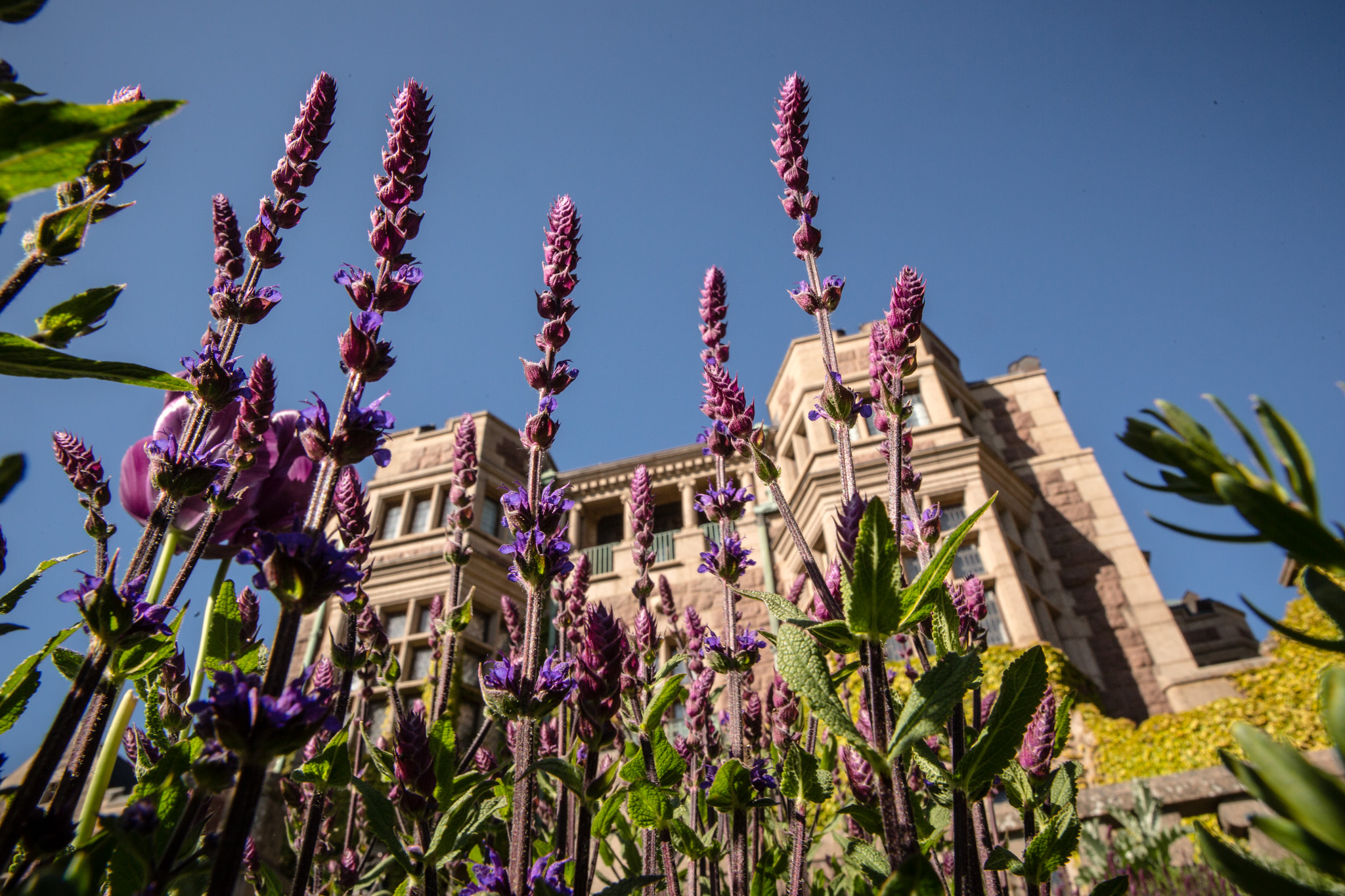
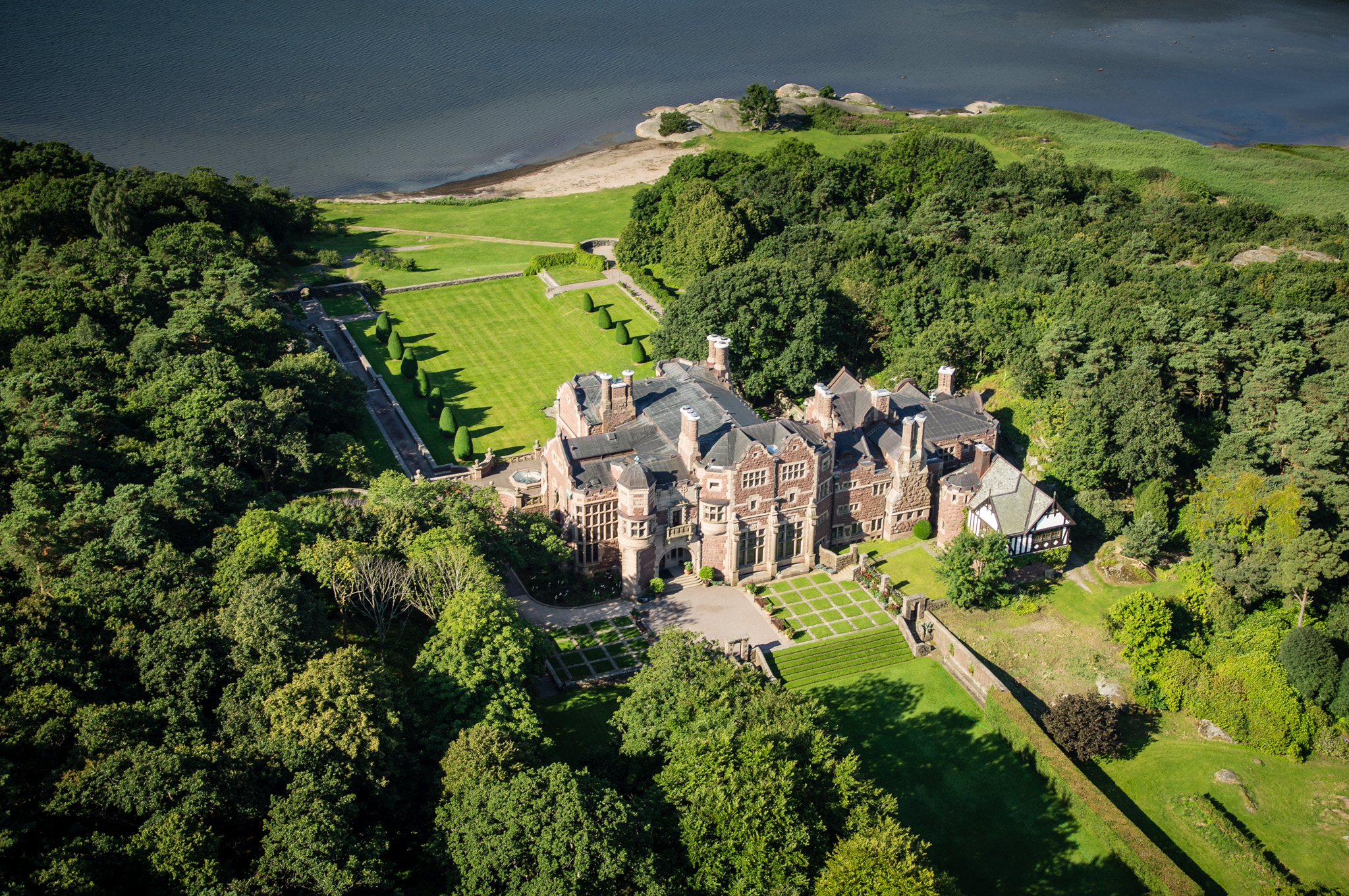
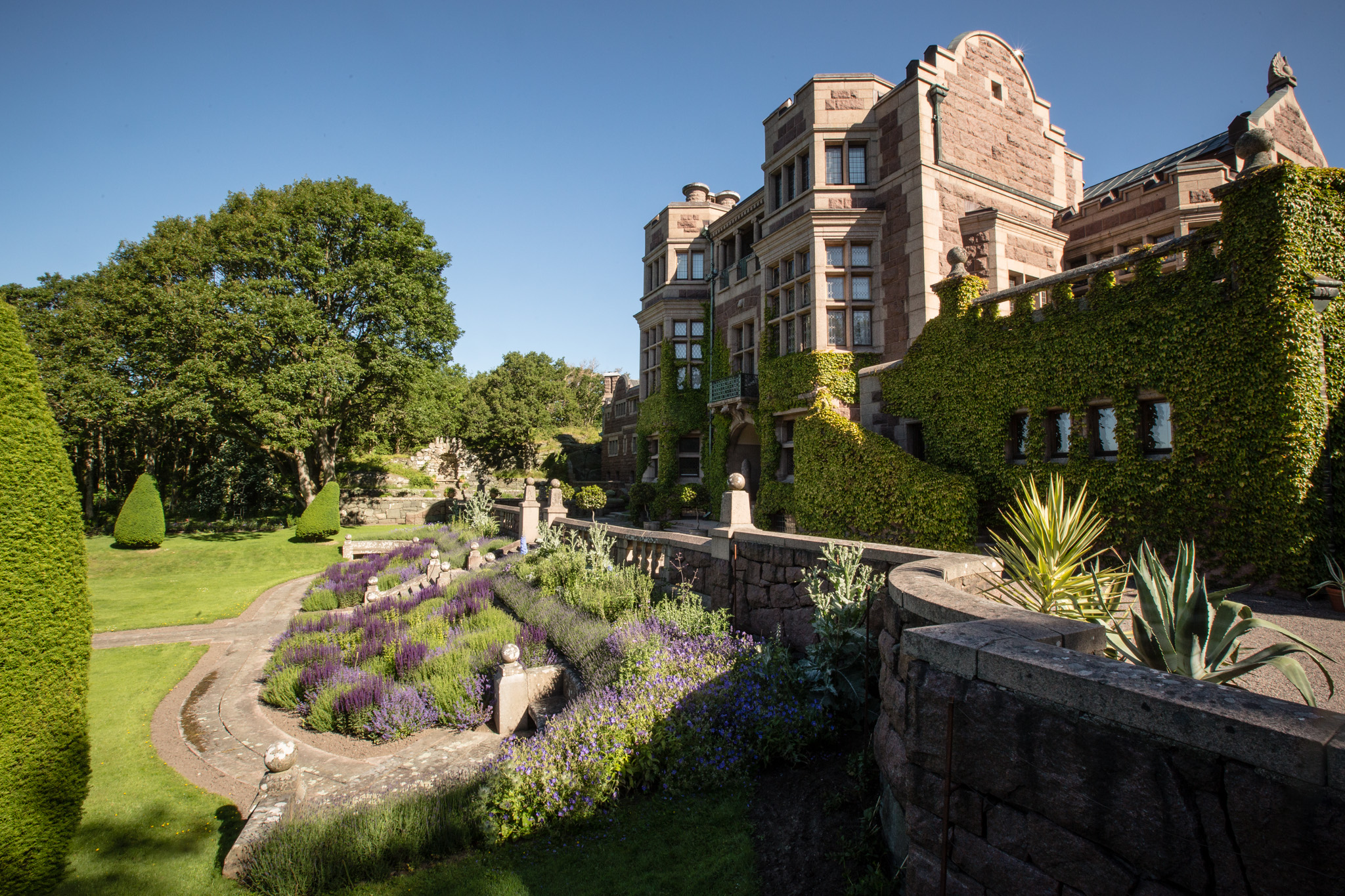

## Arbetarbyn

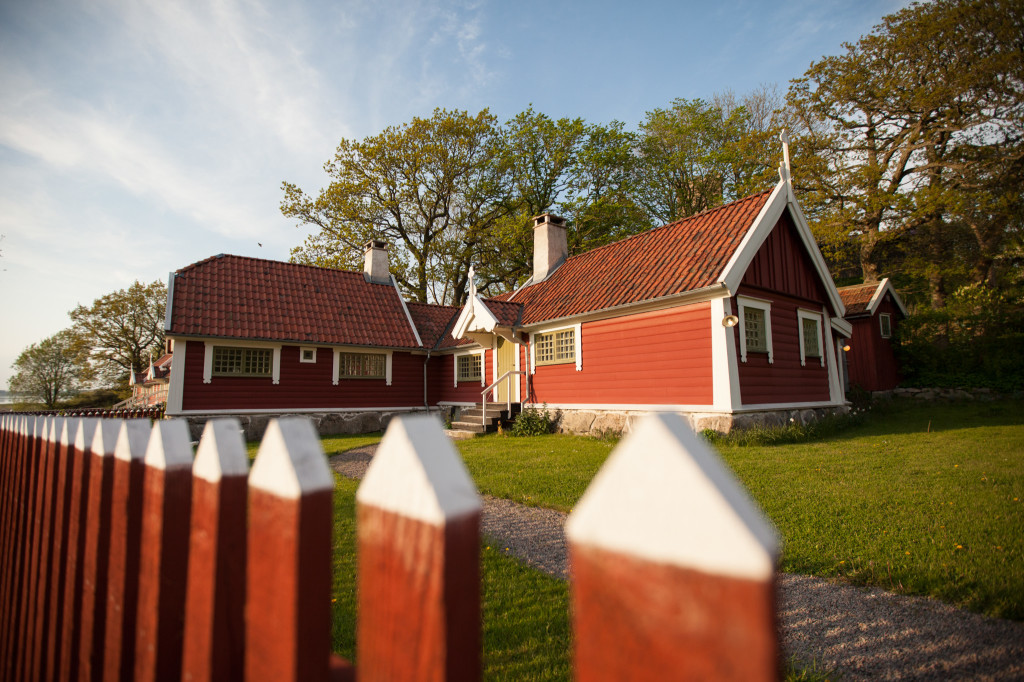
Allmogebyn, Tjolöholms Slott, Halland, Sverige

Till slottet hör en liten by av röda stugor med vita knutar som fungerade som arbetarbostäder åt dem som arbetade på slottet. Dessa är idag anpassade till hotellverksamhet under hela året. Det filantropiska tänkandet att skönhet förädlar människan har haft en lång tradition inom familjen Dickson som byggde Tjolöholms Slott.
Till arbetarbostäderna hör även Tjolöholms kyrka i samma stil som själva slottet. Även ett mausoleum i vit marmor för paret Dickson har funnits på ägorna.

### Kyrkan

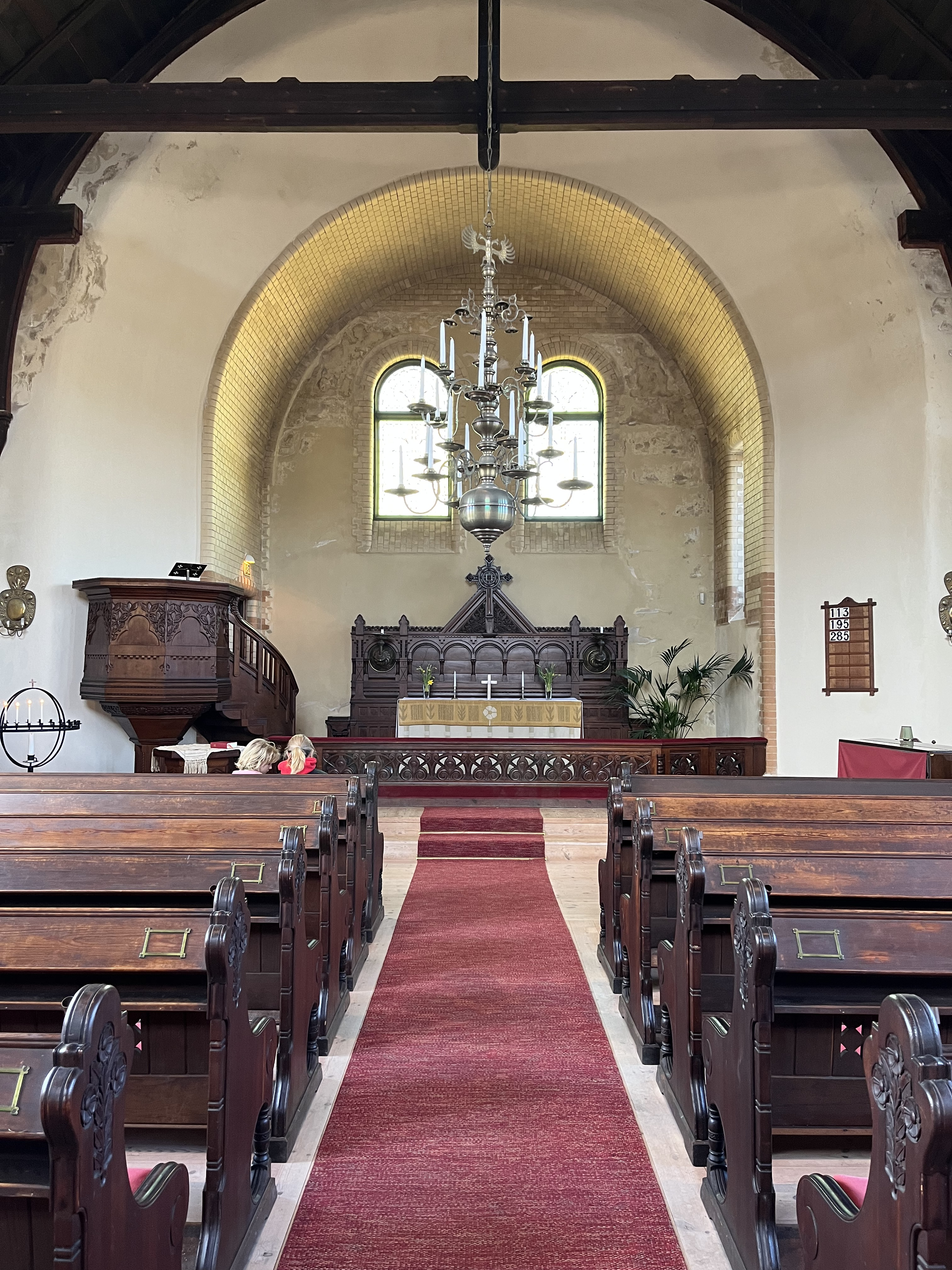
Kyrkorummet.

I anslutning till arbetarbyn ligger Tjolöholms kyrka, som uppfördes som gudstjänstlokal åt de anställda. Till skillnad från övriga byggnader på Tjolöholm är kyrkan inte ritad av Wahlman, utan av göteborgsarkitekten Hans Hedlund. Den arkitektoniska stilen är liknande den som slottet är uppfört i. Kyrktornet har inget tak av ordinär typ, utan avslutas med en krenelering. Kyrkklockorna är gjutna vid Beckmans klockgjuteri i Stockholm.

## Övrigt
Tjolöholm Classic Motor, ett av Sveriges största bil- och motorcykelevenemang, äger rum på Tjolöholmsområdet den tredje söndagen i maj varje år. Den första träffen anordnades 1993. Sedan 1987 har det firats julmarknad på Tjolöholms slott. Från början stod många hantverkare och utställare inne på slottet. Numera används istället främst sädesmagasin och stallar som arrangemangslokaler. Ett hundratal matutställare och hantverkare visar upp och försäljer sina verk till de runt 30 000 besökarna. Under julmarknaden arrangeras en rad programpunkter som till exempel eldshow. Sedan 2008 arrangeras skördefesten varje höst.

## Populärkultur
2005 års julkalender från SVT utspelades delvis på slottet.
Kortfilmen The Castle Tour med Galenskaparna och After Shave spelades in här, liksom Lars von Triers film Melancholia.